# Чимэддоржийн Марал-Эрдэнэ
Чимэддоржийн Марал-Эрдэнэ (род. 21 июня 1990) — монгольский самбист и дзюдоист, бронзовый призёр чемпионата Монголии по дзюдо 2019 года, бронзовый призёр первенства мира по самбо среди юниоров 2010 года, серебряный призёр соревнований по самбо летней Универсиады 2013 года, победитель и призёр международных турниров по самбо и дзюдо, бронзовый призёр Кубка мира по самбо 2018 года, чемпион (2016), серебряный (2017) и бронзовый (2019) призёр чемпионатов мира по самбо, Заслуженный спортсмен Монголии. По самбо выступал в наилегчайшей (до 52 кг) и полулёгкой (до 57 кг) весовых категориях. Проживал в городе Эрдэнэт. Выпускник Якутского института физической культуры и спорта.